# Sympetrum croceolum
Sympetrum croceolum is een libellensoort uit de familie van de korenbouten (Libellulidae), onderorde echte libellen (Anisoptera).
De wetenschappelijke naam Sympetrum croceolum is voor het eerst geldig gepubliceerd in 1883 door Selys.